# Maansporig mosschijfje
Het maansporig mosschijfje (Octospora arvensis) is een schimmel behorend tot de familie Pyronemataceae. Hij leeft op levende bladmossen. Hij is bekend van het gewoon purpersteeltje (Ceratodon purpureus). 

## Kenmerken
De apothecia zijn ongeveer 2-4 mm in diameter met een vliezige rand. Het hymenium is oranje. De asci zijn 8-sporig, breed cilindrisch en meten 50-295 (-315) × 19-25 (-27). De ascosporen zijn bolvormig, (16-) 18-20 (-22) µm (inclusief ornamentatie), geornamenteerd met ribbels van (0,3-) 0,8-3 (-4) µm breed en 0,5-1,5 (-2,5) µm hoog, die een netwerk vormen met 3-5 mazen/diameter van onregelmatige grootte.

## Verspreiding
In Nederland komt het maansporig mosschijfje zeer zeldzaam voor. Het staat niet de rode lijst.